# Amazone à ailes bleues
Amazona gomezgarzai
Espèce
Synonymes
- Amazona albifrons gomezgarzai Silva & al., 2017 (préféré par NCBI)[2]
- Amazona gomezgarzai[2]

Statut de conservation UICN

 NE  : Non évalué
L'Amazone à ailes bleues (Amazona gomezgarzai) est une espèce d'amazones (famille des Psittacidae) endémique de la péninsule du Yucatán (Mexique).

## Systématique
L'espèce Amazona gomezgarzai a été décrite en 2017 par deux ornithologues, Tony Silva (d) et Antonio Guzmán (d), et deux généticiens, Adam Urantowka (d) et Paweł Mackiewicz (d).
Le NCBI considère cet oiseau comme une sous-espèce d’Amazona albifrons, sous le taxon Amazona albifrons gomezgarzai.

## Description
Cet oiseau mesure environ 27 cm de longueur. Il présente un plumage essentiellement vert avec le front rouge, plus étendu chez le mâle que chez la femelle.
Génétiquement, il est très proche de l'Amazone à front blanc (Amazona albifrons), qui vit dans les mêmes région et habitat. La séparation des espèces, qui ne s'hybrident pas, est datée d'environ 120 000 ans.

## Répartition
Cet oiseau vit uniquement dans la péninsule du Yucatán.

## Comportement
Son comportement est similaire à celui de l'Amazone à joues vertes (Amazona viridigenalis). Elle se nourrit de graines, de feuilles et de fruits (dont ceux du Faux-acacia, du Carao et de Acacia gaumeri).
Elle se déplace en petits groupes de moins de douze individus.

## Étymologie
Son épithète spécifique, gomezgarzai, lui a été donnée en l'honneur de Miguel Angel Gómez Garza, un vétérinaire mexicain né à Monterrey (Nuevo León, Mexique) en 1960, et ce en remerciement de son intérêt pour l'écologie des perroquets du Mexique et pour son aide à la remise en liberté de spécimens capturés.

## Publication originale
- (en) Tony Silva, Antonio Guzmán, Adam Urantowka et Paweł Mackiewicz, « A new parrot taxon from the Yucatán Peninsula, Mexico-its position within genus Amazona based on morphology and molecular phylogeny », PeerJ, PeerJ Publishing (d), vol. 5,‎ 27 juin 2017, e3475 (ISSN 2167-8359, OCLC 793828439, PMID 28674651, PMCID 5490482, DOI 10.7717/PEERJ.3475, lire en ligne).